# 高碘酸铵
高碘酸铵是一种无机化合物，化学式为NH
4IO
4。它可用作氧化剂。

## 反应
高碘酸铵和三氧化钼在水热条件下反应，可以得到NH4MoO3(IO3)。